# Golpe (guitare)
Pour le terme "Golpe", voir Coup d'État.
Le Golpe désigne une technique de jeu à la guitare acoustique. Elle est essentiellement utilisée pour le flamenco et consiste à taper avec l'annulaire, le majeur, le pouce ou la paume sur le golpeador ou pickguard (la plaque de protection). La percussion peut être effectuée en même temps qu'un mouvement avec les autres doigts qui grattent les cordes du haut vers le bas. Comme les deux doigts ne vont pas dans la même direction en fonction du type de golpe, cette technique peut être difficile à maîtriser.